# Список ескадрених міноносців ВМФ СРСР
Список ескадрених міноносців ВМФ СРСР — перелік ескадрених міноносців, які перебували на озброєнні Військово-морського флоту СРСР у період від 1922 до 1991 року. Список представлений у хронологічному порядку.

## Ескадрені міноносці після Громадянської війни
| Тип                                           | Зображення | Роки побудови | Роки експлуатації | Кількість кораблів типу | Есмінці | Прим. |
| --------------------------------------------- | ---------- | ------------- | ----------------- | ----------------------- | --- | --- |
| Ескадрені міноносці після Громадянської війни |            |               |                   |                         | | |
| «Сокіл»                                       |            | 1894—1906     | 1922–1929         | 5                       | «Поражающий», «Сердитий», «Смєлий», «Строгий», «Свирепий» | З 27 побудованих лише п'ять були включені до складу РСЧФ після 1922 року. Частка міноносців цього типу брала участь у боях Громадянської війни з 1918 до 1922 року як на боці «червоних», так і на боці «білих», а також інтервентів |
| «Буйний»                                      |            | 1901—1905     | 1922–1925         | 3                       | «Бойкий», «Бравий», «Видний» | З 10 побудованих лише три були включені до складу РСЧФ після 1922 року |
| «Громящий»                                    |            | 1903—1905     | 1922–1925         | 1                       | «Громящий» | Модифікована версія міноносців типу «Буйний» з трьох одиниць |
| «Завєтний»                                    |            | 1902—1907     | 1922–1925         | 5                       | «Завєтний», «Жуткій», «Жаркій», «Звонкій», «Зоркій» | Серія з дев'яти кораблів |
| «Лейтенант Шестаков»                          |            | 1904—1906     | 1922–1926         | 8                       | «Меткий», «Молодецький», «Мощний», «Іскусний», «Крєпкий», «Легкий», «Ловкий», «Лихой» | Серія з 11 кораблів |
| «Твердий»                                     |            | 1904—1908     | 1922–1927         | 5                       | «Твердий», «Тревожний», «Точний», «Інженер-механік Анастасов», «Лейтенант Малєєв» | |
| «Інженер-механік Звєрєв»                      |            | 1904—1907     | 1922–1930         | 10                      | «Інженер-механік Дмитрієв», «Інженер-механік Звєрєв», «Бдительний», «Боєвой», «Бурний», «Боєвой», «Внимательний», «Виносливий», «Внушительний», «Капітан Юрасовський», «Лейтенант Сергєєв» | |
| «Дєятельний»                                  |            | 1905—1907     | 1922–1925         | 7                       | «Сильний», «Сторожевий», «Разящий», «Расторопний», «Дєятельний», «Дєльний», «Достойний» | |
| «Фінн»                                        |            | 1904—1907     | 1922–1925         | 2                       | «Фінн», «Емір Бухарський» | |
| «Всадник»                                     |            | 1905—1907     | 1922–1938         | 4                       | «Всадник», «Амурець», «Гайдамак», «Уссурієць» | |
| «Охотник»                                     |            | 1905—1906     | 1922–1956         | 3                       | «Генерал Кондратенко», «Пограничник», «Сибірський стрілок» | |
| «Украйна»                                     |            | 1904—1906     | 1922–1949         | 3                       | «Украйна», «Войськовий», «Туркменець-Ставропольський», «Стерегущий», «Страшний», «Донський козак», «Забайкалець»                                                                           | |
| «Новик»                                       |            | 1910—1913     | 1913–1941         | 1                       | «Новик» | |
| «Дерзкий»                                     |            | 1912—1914     | 1914–1935         | 4                       | «Беспокойний», «Гневний», «Дерзкий», «Пронзительний» | підтип «Новик» 1-ї серії з чотирьох есмінців |
| «Щасливий»                                    |            | 1912—1914     | 1914–1935         | 3                       | «Бистрий», «Пилкий», «Поспішний» | підтип «Новик» 1-ї серії з шести есмінців |
| «Орфей»                                       |            | 1912—1915     | 1915–1956         | 6                       | «Побєдитель», «Забіяка», «Орфей», «Десна», «Азард», «Самсон» | підтип «Новик» 1-ї серії з восьми есмінців |
| «Лейтенант Ільїн»                             |            | 1913—1916     | 1915–1953         | 4                       | «Капітан Ізильмет'єв», «Лейтенант Ільїн», «Капітан Керн», «Капітан Беллі» | підтип «Новик» 2-ї серії з п'яти есмінців |
| «Ізяслав»                                     |            | 1913—1917     | 1915–1941         | 2                       | «Ізяслав», «Прямислав» | підтип «Новик» 2-ї серії з трьох есмінців |
| «Фідонісі»                                    |            | 1913—1917     | 1915–1956         | 4                       | «Каліакрія», «Незаможник», «Корфу», «Левкас» | підтип «Новик» 3-ї «Ушаковської» серії з семи есмінців |

## Ескадрені міноносці Другої світової війни
| Тип                                       | Зображення | Роки побудови | Роки експлуатації | Кількість кораблів типу | Есмінці | Прим.                                                                        |
| ----------------------------------------- | ---------- | ------------- | ----------------- | ----------------------- | --- | ---------------------------------------------------------------------------- |
| Ескадрені міноносці Другої світової війни |            |               |                   |                         | |                                                                              |
| Лідери ескадрених міноносців              |            |               |                   |                         | |                                                                              |
| проєкту 1 «Ленінград»                     |            | 1932—1936     | 1938–1963         | 3                       | «Ленінград», «Москва», «Харків» | планувалося шість лідерів                                                    |
| проєкту 38 «Мінськ»                       |            | 1934—1940     | 1939–1964         | 3                       | «Мінськ», «Баку», «Тбілісі» | модифікація лідерів проєкту 1 «Ленінград»                                    |
| проєкту 20 «Ташкент»                      |            | 1937—1939     | 1939–1942         | 1                       | «Ташкент» | побудований італійською компанією Cantiere navale fratelli Orlando у Ліворно |
| Ескадрені міноносці                       |            |               |                   |                         | |                                                                              |
| 7 «Гневний»                               |            | 1935—1938     | 1938–1990         | 29                      | «Гневний», «Гордий», «Громкий», «Грозний», «Гремящий», «Грозящий», «Сокрушительний», «Смєтливий», «Стерегущий», «Стремітельний», «Решительний», «Резвий», «Р'яний», «Расторопний», «Редкий», «Разящий», «Решительний», «Ревносний», «Роз'ярений», «Розумний», «Ретивий», «Рекордний», «Резкий», «Бодрий», «Бистрий», «Безупречний», «Бдительний», «Бойкий», «Беспощадний» |                                                                              |
| 7-У «Сторожевий»                          |            | 1936—1942     | 1940–1963         | 18                      | «Сторожевий», «Стойкий», «Страшний», «Сильний», «Смелий», «Строгий», «Скорий», «Свирепий», «Статний», «Стройний», «Славний», «Суровий», «Сердитий», «Совершенний», «Свободний», «Способний», «Смишлений», «Сообразительний» |                                                                              |
| проєкт 45                                 |            | 1935—1941     | 1941–1953         | 1                       | «Опитний» |                                                                              |
| проєкт 30                                 |            | 1939—1945     | 1945–1958         | 1                       | «Огневий» |                                                                              |

#### Іноземні есмінці РСЧФ (1941—1945)
| Тип                             | Зображення | Роки побудови | Роки експлуатації | Кількість кораблів типу | ПЧ                                                                                        | Прим. |
| ------------------------------- | ---------- | ------------- | ----------------- | ----------------------- | ----------------------------------------------------------------------------------------- | --- |
| Трофейні есмінці                |            |               |                   |                         |                                                                                           | |
| «Аквіла»                        |            | 1914 — 1918   | 1944 — 1945       | 2                       | «Легкий», «Ловкий»                                                                        | Румунські ескадрені міноносці італійського виробництва. У серпні 1944 року Радянським Союзом захоплені в окупованій Румунії та уведені до складу Чорноморського флоту ВМФ СРСР. 1945 року повернуті ВМС Румунії |
| «Регеле Фердінанд»              |            | 1927 — 1930   | 1944 — 1951       | 2                       | «Лихой», «Летучий»                                                                        | Румунські ескадрені міноносці італійського виробництва. У серпні 1944 року Радянським Союзом захоплені в окупованій Румунії та уведені до складу Чорноморського флоту ВМФ СРСР. 1951 року повернуті ВМС Румунії |
| Позичені союзниками есмінці     |            |               |                   |                         |                                                                                           | |
| Ескадрені міноносці типу «Таун» |            |               |                   |                         |                                                                                           | |
| «Вікс»                          |            | 1917 — 1922   | 1944 — 1949       | 8                       | «Жаркий», «Дерзкий», «Живучий», «Жесткий», «Доблестний», «Достойний», «Жгучий», «Дружний» | Британські ескадрені міноносці американського виробництва типу «Вікс». У серпні 1944 року позичені Радянському Союзу. 1949 року повернуті Королівським ВМС Великої Британії                                     |
| «Клемсон»                       |            | 1918 — 1920   | 1944 — 1945       | 1                       | «Деятельний»                                                                              | Британський ескадрений міноносець американського виробництва типу «Клемсон». У липні 1944 року позичений Радянському Союзу. 16 січня 1945 року потоплений ймовірно німецьким підводним човном U-286             |

## Ескадрені міноносці Холодної війни
| Тип                                | Зображення | Роки побудови | Роки експлуатації | Кількість кораблів типу | Есмінці | Прим. |
| ---------------------------------- | ---------- | ------------- | ----------------- | ----------------------- | --- | ----- |
| Ескадрені міноносці Холодної війни |            |               |                   |                         | |       |
| проєкту 30-К «Смелий»              |            | 1948—1953     | 1949–1984         | 70                      | «Смелий», «Бдительний», «Встречний», «Важний», «Огненний», «Ведущий», «Отчетливий», «Безудержний», «Стойкий», «Острий», «Буйний», «Ответственний», «Безупречний», «Скорий», «Вспильчивий», «Величавий», «Суровий», «Бесстрашний», «Отменний», «Отривістий», «Верткий», «Вірний», «Отражающий», «Бойовий», «Бистрий», «Сердитий», «Способний», «Вихревий», «Бурний», «Беспощадний», «Стремітельний», «Безжалосний», «Отрадний», «Озарьонний», «Оберегающий», «Беззаветний», «Сокрушительний», «Охраняющий», «Бесшумний», «Осторожний», «Видний», «Беспокойний», «Вірний», «Внимательний», «Внєзапний», «Виразітельний», «Волевий», «Окрильонний», «Безбоязненний», «Свободний», «Статний», «Смєтливий», «Безукорізненний», «Безотказний», «Смотрящий», «Отчаянний», «Опасний», «Безсменний», «Отзивчивий», «Совєршенний», «Серьйозний», «Вільний», «Вкрадчивий», «Вдумчивий», «Солідний», «Пилкій», «Вразумітельний», «Оживльонний», «Степенний», «Ожесточьонний» |       |
| проєкту 41 «Неустрашимий»          |            | 1950—1955     | 1955–1974         | 1                       | «Неустрашимий» |       |
| проєкту 56 «Спокойний»             |            | 1953—1958     | 1955–1991         | 46                      | «Спокойний», «Свєтлий», «Блестящий», «Спешний», «Бивалий», «Скромний», «Сведущий», «Веский», «Визивающий», «Спокійний», «Смишлений», «Скритний», «Безследний», «Вдохновенний», «Сознательний», «Справедливий», «Бурлівий», «Возмущенний», «Благородний», «Несокрушимий», «Пламенний», «Находчівий», «Возбужденний», «Напорістий», «Вліятельний», «Настойчивий», «Видержанний», «Бравий» |       |
| проєкту 56-ЕМ «Бєдовий»            |            | 1953—1958     | 1958–1991         | 4                       | «Бєдовий», «Прозорливий», «Неуловимий», «Неудержимий» |       |
| проєкту 57-біс «Гневний»           |            | 1957—1961     | 1960–1993         | 8                       | «Гневний», «Гремящий», «Упорний», «Жгучий», «Гордий», «Бойкий», «Зоркій», «Дерзкий» |       |
| проєкту 956 «Соврєменний»          |            | 1976—1993     | 1980–по т.ч.      | 17                      | «Соврєменний», «Отчаянний», «Отлічний», «Осмотрітельний», «Безупречний», «Бойовий», «Стойкий», «Окрильонний», «Бурний», «Гремящий», «Бистрий», «Расторопний», «Безбоязненний», «Безудержний», «Беспокойний», «Настойчивий», «Бесстрашний» |       |